# A un passo dalla morte
A un passo dalla morte (The Revenger) è un film del 1989 diretto da Cedric Soundstrom.
In Italia è uscito direttamente in tv col titolo Saxman e in seguito in vhs e in dvd.

## Trama
Michael Keller viene condannato ingiustamente per l'omicidio di un poliziotto. Uscito dal carcere dopo sei anni, scopre che l'uomo responsabile della sua detenzione aveva rubato una grossa somma di denaro a un boss del mercato pornografico, Jack Fischer. il boss, credendo che Michael sia il responsabile del furto, fa rapire sua moglie Lisa. Michael ha solo 24 ore di tempo per salvare la moglie e scoprire il vero responsabile del furto.